# Auto-immolation

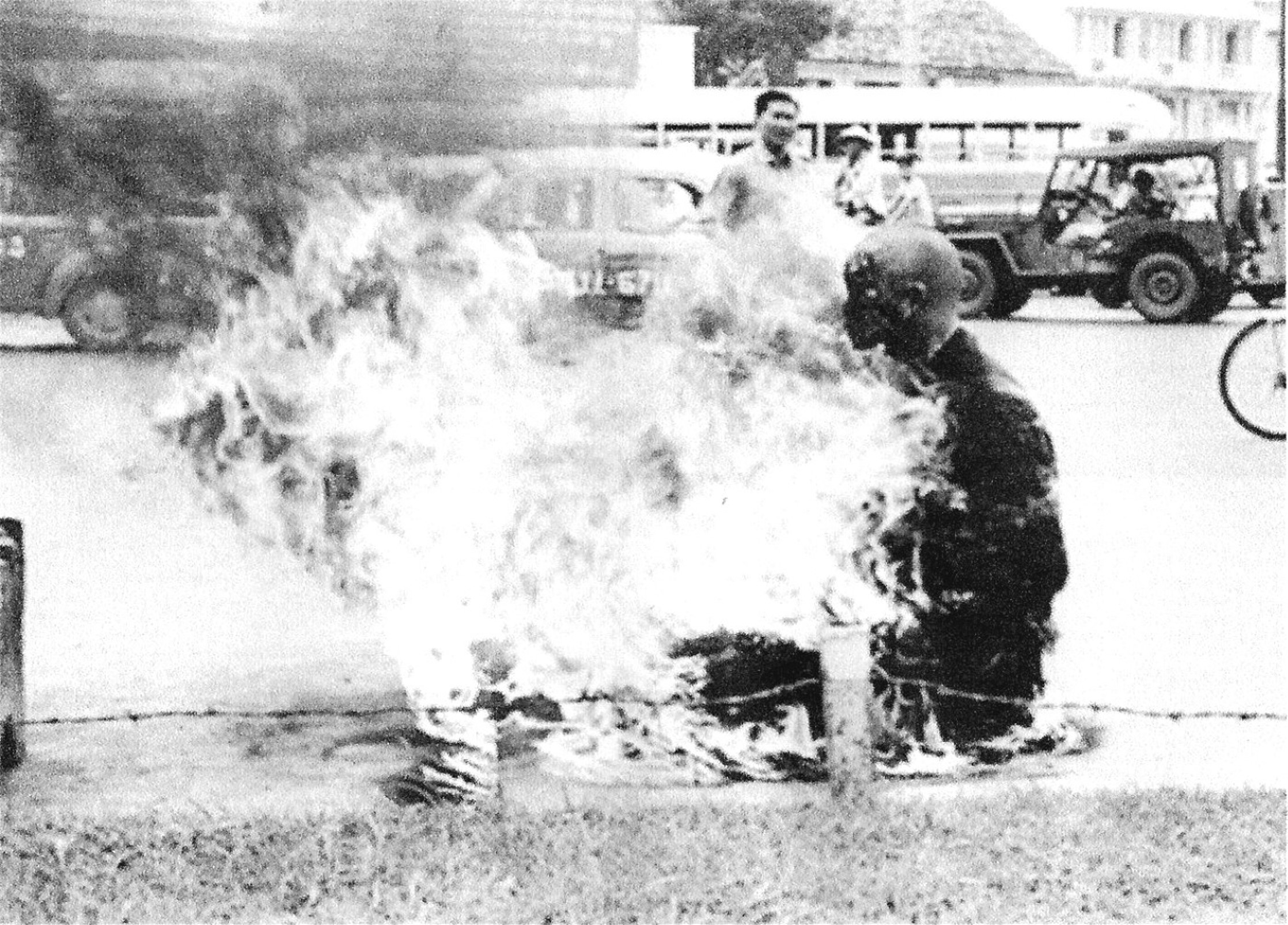
Auto-immolation d'un moine bouddhiste à Saïgon le 5 octobre 1963 (suivant l'exemple de Thích Quảng Đức en juin).

L'auto-immolation est l'immolation d'une personne par elle-même, autrement dit un suicide, dont la motivation peut relever aussi bien du religieux que du politique, sans exclusion ni coexistence systématique des deux domaines : la forme prise va du sacrifice à la protestation. L'histoire récente recèle des cas célèbres d'auto-immolation, toujours dans le cadre de fortes tensions politiques. Ces suicides ayant un caractère symbolique, parfois religieux, le mot « immolation » est souvent associé à une immolation par le feu, mais ce moyen n'est pas obligatoire.

## Histoire

### Avant 1960
Depuis le XXe siècle, l'auto-immolation est utilisée comme forme de protestation politique radicale. Ainsi, les chercheurs Michael Biggs et Diego Gambetta ont calculé que 533 cas ont été rapportés par les médias occidentaux de 1963 à 2002.
L'auto-immolation est pratiquée par des membres du bouddhisme mahāyāna et de l'hindouisme depuis des siècles en Inde pour diverses raisons : Smriti, protestations politiques, dévotion et renoncement. Certaines cultures guerrières, comme les Charans et les Rajputs, l'ont aussi pratiquée.
Certains bouddhistes chinois, à l'ère médiévale, y ont eu recours[source insuffisante]. Selon l'historien des religions Jan Yiin-Hua :

« Relying exclusively on authoritative Chinese Buddhist texts and, through the use of these texts, interpreting such acts exclusively in terms of doctrines and beliefs (e.g., self-immolation, much like an extreme renunciant might abstain from food until dying, could be an example of disdain for the body in favor of the life of the mind and wisdom) rather than in terms of their socio-political and historical context, the article allows its readers to interpret these deaths as acts that refer only to a distinct set of beliefs that happen to be foreign to the non-Buddhist. »

— Jan Yiin-Hua, The Self-Immolation of Thich Quang Duc[source insuffisante]
Durant le raskol de l'église russe, des villages entiers de vieux-croyants se consument dans un acte connu comme le « Baptême de feu ».
Certains prêtres font de même au XVIIe siècle afin d'éprouver dans leurs chairs les souffrances du Christ.

### Années 1960
En 1963, le bonze vietnamien Thích Quảng Đức s'immole en pleine rue de Saïgon pour protester contre les persécutions anti-bouddhistes perpétrées par le président Ngô Đình Diệm.
En 1967, l'espérantiste japonais Yui Chunoshin s'immole dans une rue devant le Kantei (résidence du Premier ministre du Japon) pour protester contre la politique de Eisaku Satō qui était en faveur du bombardement du Viêt Nam par les États-Unis.
En 1969, Jan Palach (suivi par deux autres étudiants) s'immole à Prague afin de protester contre l'invasion de la Tchécoslovaquie par l'armée soviétique. Vingt ans plus tard, l'interdiction de la commémoration de leurs morts contribuera à l'effondrement de la dictature à la suite de la révolution de Velours.

### Années 1990
En 1998, Alfredo Ormando, écrivain homosexuel sicilien, s'immole sur la place Saint-Pierre afin de protester contre l'attitude de l'Église catholique romaine vis-à-vis des homosexuels.

### Années 2010

#### Dans les pays arabes
À la fin de l'année 2010 et au début de l'année année 2011, une vague d'auto-immolations frappe des pays du Moyen-Orient et Afrique du Nord dans le cadre des protestations et révolutions dans le monde arabe en 2010-2011. Ainsi, au moins 14 cas ont été rapportés, y compris l'auto-immolation de Mohamed Bouazizi, qui aurait été l'étincelle de la révolution tunisienne,.

#### En Chine
En Chine, 136 bouddhistes tibétains se sont immolés par le feu depuis avril 2009. Au moins 110 d'entre eux sont morts des suites de leur action.

#### Aux États-Unis
Le 14 avril 2018, l'avocat des droits des LGBT et militant écologiste David Buckel s'auto-immole à Prospect Park, à Brooklyn, en signe de protestation contre l'utilisation des énergies fossiles.
Le 25 février 2024, le soldat américain Aaron Bushnell s'immole devant l'ambassade d'Israël à Washington, DC, afin de protester contre le soutien des États-Unis à Israël dans la guerre à Gaza et dénoncer le génocide des Palestiniens par Israël.

#### En France
Le 13 octobre 2011, une enseignante française s'auto-immole par le feu dans la cour du lycée Jean-Moulin de Béziers. Elle meurt le lendemain.
Le 26 octobre 2011, une femme de 68 ans tente de s'auto-immoler par le feu devant le palais de l'Élysée après avoir évoqué ses « problèmes de logement » ; une policière a aussitôt éteint le feu.
Le 8 août 2012, un infirmier de 51 ans, au chômage, à qui la CAF ne verse plus d'allocation depuis 3 mois, s'auto-immole par le feu dans les locaux de l'agence CAF du Val Fourré, à Mantes-la-Jolie, alors que « son conseiller » lui réclame pour la quatrième fois des documents qu'il n'a pas. L'homme meurt de ses blessures quatre jours plus tard à l’hôpital Saint-Louis à Paris même si la préfecture des Yvelines avait estimé, le jour de son geste, que ses jours n'étaient pas en danger,,. Le Mouvement national des chômeurs et précaires a estimé que « la souffrance des chômeurs et personnes en situation de précarité n’est pas prise en compte sérieusement par les pouvoirs publics. » et a fustigé la ministre des Affaires sociales et de la Santé, Marisol Touraine, pour avoir qualifié de « situation personnelle difficile » la cause de ce geste dramatique,.
Le 13 février 2013, un chômeur en fin de droit ayant annoncé ses intentions quelques jours auparavant et devant rembourser des allocations perçues s'est auto-immolé par le feu devant son agence Pôle emploi à Nantes et est mort le même jour.
Le 4 mars 2013, un cadre d'une agence France Télécom de Pau s'est immolé par le feu à son domicile, et est mort dans la matinée, à la suite de sa mise à pied temporaire pour présomption de fraude.
Le 8 novembre 2019, un étudiant syndicaliste de Solidaires étudiant-e-s tente de s'immoler par le feu devant le centre CROUS de la Madeleine à Lyon. Il explique son geste par un post sur son mur Facebook : il dit viser un « lieu politique, le ministère de l'Enseignement supérieur et de la Recherche et par extension, le gouvernement ». Il accuse « Macron, Hollande, Sarkozy et l'UE de [l]'avoir tué ». Il revendique le salaire étudiant et le salaire à vie « pour qu'on ne perde pas notre vie à la gagner ».
Un web documentaire interactif de Samuel Bollendorff et Olivia Collo, Le Grand Incendie, recense une cinquantaine d'immolations par le feu en France, entre 2011 et 2013. Il revient en détail sur sept de ces cas, tous liés à une problématique centrée sur les conditions de travail (y compris le chômage).
Le 8 novembre 2021, un cadre de santé de l'Assistance Publique-Hôpitaux de Paris tente de se suicider en s'auto-immolant.
Le 19 janvier 2022, une femme tente de s'immoler par le feu devant la mairie de Paris, pour protester contre le squat d'un studio lui appartenant.